# Antonio José de Sucre (comune)
Antonio José de Sucre è un comune del Venezuela situato nello stato del Barinas.
Il capoluogo del comune è la città di Socopó.